# Patrick J. Hillings
Patrick Jerome Hillings dit Patrick J. Hillings, né le 19 février 1923 à Hobart Mills (en) et mort le 20 juillet 1994 à Palm Desert, est un homme politique américain, représentant républicain de Californie à la Chambre des représentants des États-Unis 1951 à 1959.